# Keina Tito
Keina Tito   () és una exprimera dama de la República de Kiribati i una destacada portaveu del manteniment de les tradicions indígenes kiribatianes.
Tito és l'esposa de Teburoro Tito, que va ser president de Kiribati entre 1994 i 2003. Durant aquest temps, Keina Tito va acompanyar el seu marit en funcions oficials, on es va pronunciar sobre el tema de la preservació cultural. En una reunió subregional de Micronèsia al març de 2000, va demanar a les dones en particular que mantinguessin «els bons aspectes de les nostres tradicions i cultures que ens han reunit pacíficament durant centenars d'anys, i que ara estan sent amenaçades d'extinció per les marees radicals de canvis econòmics, socials i polítics mundial». La reunió va ser en ocasió de les celebracions del Dia Internacional de les Dones, i el tema, recolzat per la parella presidencial, va ser Dones per al manteniment i millora de la nostra cultura i de la pau. Keina Tito havia coescrit prèviament un capítol sobre «Tradition: Ancient Gilbertese Society» al llibre Kiribati: Aspects of History, un compendi d'articles sobre la història de Kiribati per acadèmics kiribatians.